# 奈良県医師会
一般社団法人奈良県医師会（いっぱんしゃだんほうじんならけんいしかい 英称 Nara Medical Association）は、奈良県の医師を会員とする法人。奈良県医師会看護専門学校を運営している。

## 本部所在地
- 〒634-8502 奈良県橿原市内膳町5丁目5-8

## 郡市医師会
- 奈良市医師会
- 大和郡山市医師会
- 生駒地区医師会
- 天理地区医師会
- 桜井地区医師会
- 宇陀地区医師会
- 橿原地区医師会
- 大和高田市医師会
- 北葛城地区医師会
- 御所市医師会
- 五條市医師会
- 吉野郡医師会
- 奈良県立医科大学医師会
- 保健所地区医師会